# Euphronia
Euphronia je jediný rod čeledi Euphroniaceae dvouděložných rostlin
z řádu malpígiotvaré (Malpighiales). Jsou to keře a stromy s jednoduchými střídavými listy a květy pouze se 3 korunními lístky. Rod zahrnuje pouze 3 druhy a je rozšířen výhradně v oblasti Guyanské vysočiny v Jižní Americe.

## Popis
Zástupci rodu Euphronia jsou keře a stromy s bíle nebo šedě pýřitými a později olysávajícími větévkami. Listy jsou jednoduché, střídavé, s podvinutými okraji, na svrchní straně leskle sytě zelené, na rubu hustě bělavě pýřité. Květy jsou oboupohlavné, souměrné, kalich je složen z 5 na bázi srostlých pýřitých lístků.
Korunní lístky jsou 3. Tyčinky jsou 4, na bázi srostlé s 1 staminodiem v trubičku. Semeník je svrchní, srostlý ze 3 plodolistů, se 3 komůrkami a 1 čnělkou. V každém plodolistu jsou 2 vajíčka. Plodem je trojchlopňová tobolka se 3 semeny.

## Rozšíření
Rod zahrnuje celkem 3 druhy, které jsou všechny endemity Guayanské vysočiny. Vyskytují se na křovinatých savanách, ve skalnatých oblastech a na pískovcových výchozech v nadmořských výškách 100 až 1400m.

## Ekologické interakce
O mechanismu opylení a šíření semen není nic známo. Nápadné květy jsou navštěvovány hmyzem.

## Taxonomie
V minulosti byl rod řazen do čeledi Trigoniaceae nebo Vochysiaceae.
Podle kladogramů APG je sesterskou skupinou čeleď Chrysobalanaceae.